# 頁岩

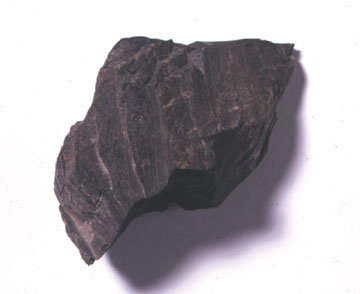
頁岩

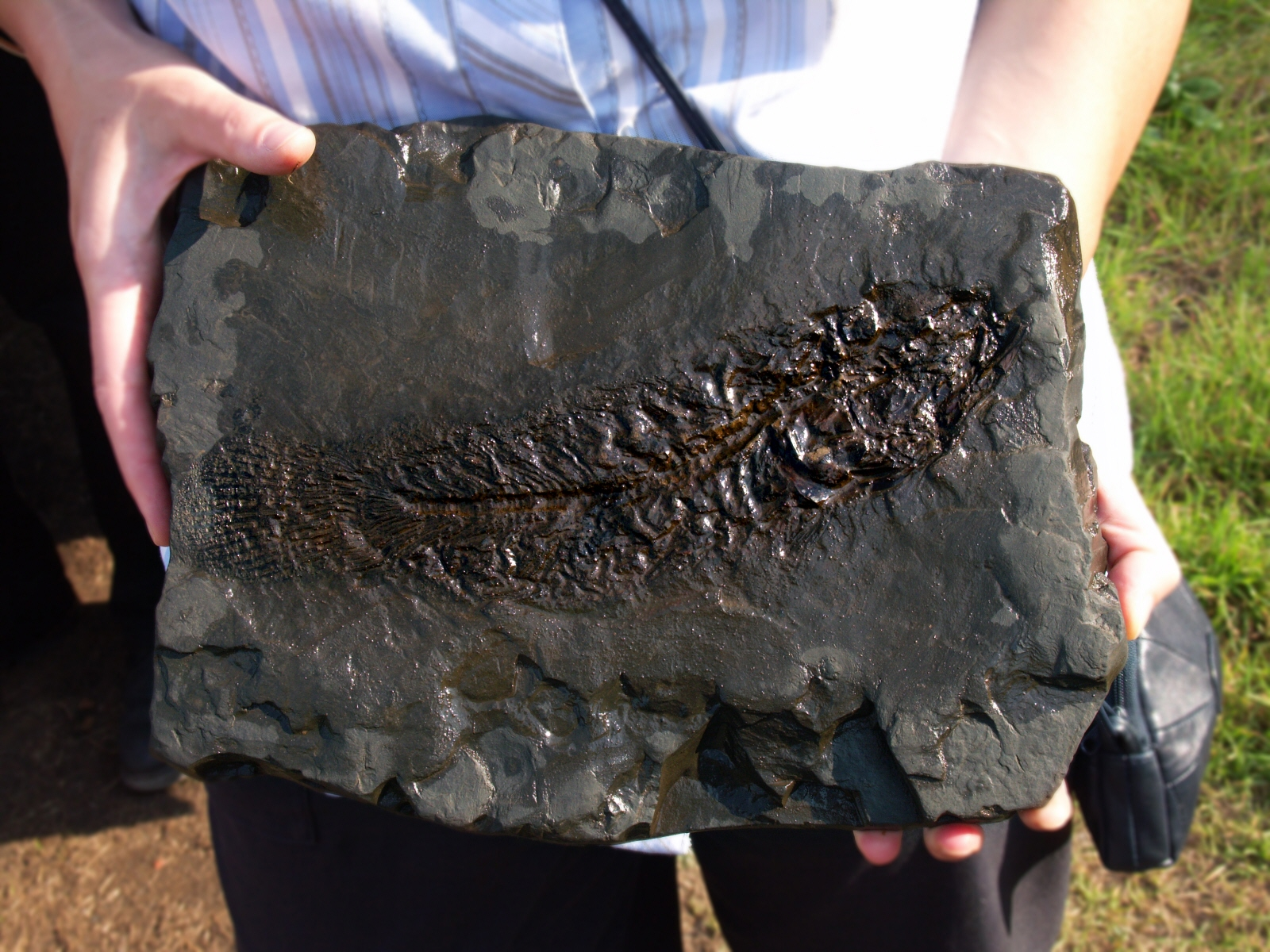
頁岩中の化石

頁岩（けつがん、英: shale、シェール）は、堆積岩の一種。1/16（=0.0625）mm以下の粒子（泥）が水中で水平に堆積したものが脱水・固結してできた岩石のうち、堆積面に沿って薄く層状に割れやすい性質（へき開性）があるもの。「頁」の字は本のページを意味し、この薄く割れる性質から命名された（ただし、本来「ページ」の意味で「頁」の字を用いる場合は「ヨウ」の音をとり、「ケツ」の音をとる場合は「かしら」を意味する）。
泥が堆積してできた岩石のうち、薄く割れる性質を持たないものを泥岩（シルト岩・粘土岩）と呼ぶが、泥岩と頁岩の間に本質的な違いはないので、頁岩は泥岩の一種とする考え方もある。
また、弱い変成作用を受けて硬くなり、やや厚い板状に割れるものを粘板岩（スレート）と呼び区別する。
粘板岩と共に、硯の材料として使用される。

## 頁岩中の化石
水中に堆積した泥が元になっているので、生物化石が含まれている場合が多い。古生代カンブリア紀のアノマロカリスなどが見つかったカナダのバージェス頁岩が有名だが、中国の澄江（チェンジャン）（澄江動物群）、グリーンランドのシリウスパセットなどから産出する頁岩からも同時代の化石が発見されている。これらの化石は、頁岩の粒子が細かい（隙間がないため酸素を通さない）という性質のため、埋没した後に生物の遺骸が化石化の過程で腐りにくく、動物（ないし植物）の通常なら化石に残りにくい軟体部や、場合によっては内臓まで、形状が完璧に保存されていることがある。

## オイルシェール
頁岩は有機物に富むものが多く、特に有機物が多いものは常圧で触媒を用いず乾留すれば石油を回収することができるので、オイルシェールと呼ばれる。